# Спајдермен 3
Спајдермен 3 (енгл. Spider-Man 3) је амерички суперхеројски филм из 2007. године режисера Сема Рејмија. Филм је трећи и последњи по реду из филмског серијала о Спајдермену у коме главну улогу игра Тоби Магвајер као Питер Паркер / Спајдермен. У осталим улогама су Кирстен Данст, Џејмс Франко, Томас Хејден Черч, Тофер Грејс, Брајс Далас Хауард, Џејмс Кромвел, Роузмери Харис и Џеј Кеј Симонс. Смештен кратко након догађаја из филма Спајдермен 2, док Питер Паркер припрема своју будућност са Мери Џејн, за њега се везује ванземаљски симбиот који га чини агресивнијим, док се суочава са два непријатеља: правим убицом његовог стрица Бена, који касније постаје Сендмен и Харијем Озборном који тражи освету за смрт свог оца.
Развијање филма почело је након изласка претходног дела и заказан је за 2007. годину. Током пре-продукције Рејми је желео још једног зликовца у филму, поред Сендмена. На захтев продуцента Авија Арада, у филм је додат Веном, а продуценти су затражили и додавање лика Гвен Стејси. Снимање је започело у јануару 2006. године у Лос Анђелесу и Кливленду, пре него што је премештено у Њујорк од маја до јуна, а завршено је у октобру исте године. Сони пикчерс је направио преко 900 визуелних ефеката, током снимања. Са буџетом од 258 милиона долара, био је најскупљи филм икада снимљен у време изласка.
Спајдермен 3 је премијерно приказан 16. априла 2007. године и пуштен је у америчке биоскопе 4. маја исте године. Зарадио је преко 890 милиона долара широм света, што га је учинило најуспешнијим филмом серијала, трећим најуспешнијим филмом из 2007. године и био је најуспешнији филм о Спајдермену, док га није престигао Спајдермен: Далеко од куће 2019. године. За разлику од претходна два филма, Спајдермен 3 је добио мешане критике од критичара, који су хвалили глуму, визуелне ефекте и акционе сцене, али су критиковали преоптерећење приче, превише заплета и превелик број зликоваца, понајвише Венома. За велики број ових проблема касније је окривљено мешање студија и креативне разлике између Сонија, Рејмија и Арада.
Четврти филм, назван Спајдермен 4 је требало да буде реализован 6. маја 2011. године, заједно са самосталном филмом о Веному, али оба филма су отказана, узроковано Рејмијевим повлачењем због креативних разлика са писцима и продуцентима. Серијал о Спајдермену је обновљен два пута; први пут 2012. године са филмом Чудесни Спајдермен, режисера Марка Веба, а у главној улози је био Ендру Гарфилд; а касније са новим филмским серијалом унутар Марвеловог филмског универзума, режисера Џона Вотса, а у главној улози је био Том Холанд; почевши са филмом Спајдермен: Повратак кући из 2017. године. Идеју о самосталном филму о Веному је оживео Сони пикчерс 2016. године и коначно је реализовао 2018. године са филмом Веном унутар Сони-Марвеловог универзума, режисера Рубена Флејшера. Магвајер, Черч и Дафо су поновили своје улоге у филму Спајдермен: Пут без повратка (2021), који се бави концептом мултиверзума и који је повезао франшизе Рејмија и Веба са Марвеловим филмским универзумом.

## Радња
Једну годину након догађаја из претходног филма, Питер Паркер планира да запроси Мери Џејн Вотсон, која је почела да глуми на Бродвеју. Касније метеор слеће на Сентрал парк и ванземаљски симбиот прати Питера до његовог стана. Хари Озборн, тражећи освету након очеве смрти, напада Питера са оружјем базираном на очевој технологији Зеленог Гоблина. Битка се завршава Харијевим падом на земљу и амнезијом, заборављајући да је Питер Спајдермен. У међувремену полиција прогони осуђеника Флинта Марка, који посећује своју жену и ћерку на самрти, пре него што поново побегне и упада у експериментални акцелератор честица који спаја његов ДНК са околним песком, претварајући га у Сендмена, са моћима да контролише песак и да га деформише по вољи.
Током јавног фестивала награђивања Спајдермена, због спашавања Гвен Стејси, он је пољуби, што повређује Мери Џејн. Супер снажни Марко пљачка оклопно возило, а Спајдермен се суочава са њим. Марко лако побеђује Спајдермена и бежи. Капетан њујоршке полиције Џорџ Стејси информише Питера и стрину Меј да је Марко прави убица стрица Бена; да је покојни Денис Карадин био Марков саучесник. Док Питер спава у оделу Спајдермена чекајући Марка, симбиот се спаја са његовим оделом. Питер се касније буди на врху зграде, откривајући да се његов костим променио и да су његове моћи ојачале; међутим симбиот истиче Питерову мрачну страну. Носећи ново одело, Спајдермен налази Марка и бори се са њим у подземном тунелу. Откривајући да је вода Маркова слабост, Спајдермен разбија цев са водом, изазивајући да вода претвори Марка у блато и испире га.
Питерова промењена личност удаљава га од Мери Џејн, чија каријера је у паду и она проналази утеху у Харију, али након тога одлази у жаљењу. Хари се опоравља од амнезије и подстакнут халуцинацијом свог оца, уцењује Мери Џејн да раскине са Питером. Након што Мери Џејн каже Питеру да воли неког другог, Хари се среће са Питером и говори Питеру да је он тај „други тип”. Питер се суочава са Харијем, због форсирања Мери Џејн да раскине са њим и злобно говори Харију да га његов отац никад није волео. Они се опет боре и Хари баца бомбу бундеву, коју Питер одбија назад и унакажава Харијево лице.
Питер потом разоткрива ривала фотографа Едија Брока, који је направио фотографију која приказује Спајдермена у црном оделу као криминалца да би добио стални посао. Питер доказује да је слика лажна, због чега њихов шеф Џ. Џона Џејмисон отпушта Брока, објављује извињење и даје Броков посао Питеру. Касније, да би направио Мери Џејн љубоморном, Питер доводи Гвен у ноћни клуб, где Мери Џејн сад ради. Откривајући то, Гвен одлази и након што му говоре да оде, Питер напада пар избацивача и случајно удара Мери Џејн. Питер тада схвата да је симбиот преузео контролу над њим. Повлачећи се на звоник цркве, Питер отклања симбиота и удара у црквено звоно, које га ослаби и пада на под и спаја се са Броком, који се молио за Питерову смрт и претвара га у Венома. Брок проналази Марка и убеђује га да се удруже и победе Спајдермена.
Прерушен у таксисту, Брок киднапује Мери Џејн и држи је као мамац на мрежи високо изнад градилишта, док Марко држи полицију на земљи. Тражећи помоћ, Питер одлази до Харија који га одбија. Док се Спајдермен бори са Броком и Марком, Хари сазнаје истину о очевој смрти од свог батлера и одлази на градилиште да помогне Питеру. Хари побеђује Сендмена и помаже Питеру у борби против Брока. У битци која је уследила, Брок покушава да убоде Питера Харијевом једрилицом, али Хари се испречава и сам се набија. Сећајући се симбиотове слабости, Питер саставља ред металних цеви како би створио звучни напад, ослабио га и дозволио му да одвоји Брока од симбиота. Питер активира бомбу бундеву из Харијеве једрилице и баца је на симбиота, али Брок желећи опет да постане Веном, крене за њом и бива убијен заједно са симбиотом.
После битке, Марко објашњава Питеру да је смрт стрица Бена био несрећан случај и да је његов стриц покушавао да му помогне. Његова смрт га је прогонила све од тад. Питер опрашта Марку који одлази. Питер и Мери Џејн долазе до Харија који умире, због задобијених повреда. Питер, Мери Џејн и стрина Меј присуствују Харијевој сахрани. Касније у ноћном клубу, Питер и Мери Џејн се помирују и плешу.

## Улоге
| Глумац             | Улога                         |
| ------------------ | ----------------------------- |
| Тоби Магвајер      | Питер Паркер / Спајдермен     |
| Кирстен Данст      | Мери Џејн Вотсон              |
| Џејмс Франко       | Хари Озборн / Нови Гоблин     |
| Томас Хејден Черч  | Флинт Марко / Сендмен         |
| Тофер Грејс        | Еди Брок / Веном              |
| Брајс Далас Хауард | Гвен Стејси                   |
| Роузмери Харис     | Меј Паркер                    |
| Џ. К. Симонс       | Џ. Џона Џејмисон              |
| Џејмс Кромвел      | капетан Џорџ Стејси           |
| Елизабет Бенкс     | Бети Брант                    |
| Тереза Расел       | Ема Марко                     |
| Дилан Бејкер       | др Курт Конорс                |
| Бил Нан            | Џозеф „Роби” Робертсон        |
| Тед Рејми          | Тед Хофман                    |
| Иља Баскин         | господин Диткович             |
| Магеина Тава       | Урсула Диткович               |
| Клиф Робертсон     | Бен Паркер                    |
| Вилем Дафо         | Норман Озборн / Зелени Гоблин |

## Продукција

### Развој
У марту 2004. године, када је Спајдермен 2 био заказан за излазак у јуну, Сони је почео развој Спајдермена 3 и најавио је да ће бити премијерно приказан у лето 2007. године. Након изласка Спајдермена 2, излазак наставка је најављен за 2. мај 2007. године, пре него што је продукција почела. Датум изласка је касније померен за 4. мај. У јануару 2005. године, Сони пикчерс је постигао седмоделни договор са сценаристом Алвином Сарџентом, који је написао сценарио и за филм Спајдермен 2, да напише сценарио и за овај филм, уз могућност и за четврти филм.
Одмах након изласка филма Спајдермен 2, Иван Рејми је почео са обрадом пројекта током наредна два месеца, а Сем Рејми је одлучио да у филму открије како Питер није безгрешни херој и да може бити хуманости у онима, које сматрају за криминалце. Хари Озборн је укључен у филм, зато што је Рејми хтео да заврши његову причу. Рејми је рекао како Хари неће да прати стопе свог оца, већ ће да буде „нешто између”. Сендмен је најављен као антагониста, јер га је Рејми сматрао визуелно фасцинантним ликом. Док је Сендмен ситан криминалац у стриповима, сценаристи су креирали његову позадину као убице стрица Бена, како би повећали Питерову кривицу након његове смрти и изазвали његову поједностављену перцепцију тог догађаја. Свеобухватно, Рејми је описао да ће се филм фокусирати на Питера, Мери Џејн, Харија и Сендмена, док ће се Питер наћи на путу опроштаја.
Рејми је желео да се у филму појави још један негативац, а Бен Кингсли је био укључен у преговоре да глуми Лешинара, али је овај лик избачен. Продуцент Ави Арад је убедио Рејмија да укључи лик Венома, лик чији је „мањак хуманости” Рејми у почетку критиковао. Веномов алтер-его, Еди Брок, је већ имао мању улогу у сценарију. Арад је изјавио како се серијал превише ослања на Рејмијеве личне омиљене Спајдерменове зликовце, а не на ликове које модерне обожаваоце интересују. Како би га задовољио, Рејми је укључио лик Венома, а и сам је почео да цени тог лика. Филмска верзија овог лика је укључивала комбиновање Веномових прича. Еди Брок, људски део Венома, је послужио као огледало Питеру Паркеру, зато што оба лика имају сличне послове и романтичне интересе. Брокове акције као новинара у овом филму су представљене као савремене одлике папараца и таблоидног новинарства. Продуценти су такође предложили додавање љубавног интереса Гвен Стејси, као попуњавање типа „друге девојке” који је Рејми већ креирао. Са оволико много допуна, Сарџентов сценарио је био превише комплексан и он је размишљао о дељењу на два одвојена филма, али је напустио ову идеју пошто није могао да смисли средњи задовољавајући врхунац.

### Снимање
Екипа камермана је провела две недеље, од 5. до 18. новембра 2005. године, снимајући секвенце које би укључивале интензивне визуелне ефекте и како би компанија Сони могла рано да почне са радом на снимцима. Исти кораци су предузети и током снимања Спајдермена 2, како би рано започео рад на визуелним ефектима за сцене у којима се појављује Доктор Октопус.
Снимање филма је почело 16. јануара 2006. и завршено је у јулу исте године, након 100 дана снимања. Филмска екипа је снимала у Лос Анђелесу до 19. маја 2006. године. Тог пролећа, локацијски менаџер, Питер Марторано, довео је екипу камермана у Кливленд, јер је компанија Greater Cleveland Film Commission понудила продукцијски простор у градском конгресном центру, без икаквих трошкова. У Кливленду, снимљена је борба између Спајдермена и Сендмена у оклопном возилу. Након тога, екипа је прешла на Менхетн, где се снимало на различитим локацијама, међу којима је била зграда One Chase Manhattan Plaza, од 26. маја до 1. јула 2006. године. Снимање је оптеретило Рејмија, који је често морао да се помера између неколико јединица да би довршио слику. Снимање је такође било захтевно за кинематографа, Била Поупа, пошто су Спајдерменов црни костим, Веном и Нови Гоблин носили црне костиме током сцена борбе, која се одвијала ноћу.
Након августа је доснимљено још сцена, пошто је Рејми затражио снимање више акционих сцена. Рад на филму је завршен у октобру, а додатни специјални ефекти су урађени месец дана касније. Ране 2007. године, снимљено је још додатних сцена у вези са Сендменовом причом, за коју су постојале четири различите верзије.

### Визуелни ефекти
Џон Дајкстра, који је освојио Оскара за најбоље визуелне ефекте за свој рад на филму Спајдермен 2, одбио је да ради на трећем филму као супервизор визуелних ефеката. Његов колега, Скот Стокдајк, дошао је на његово место супервизора и предводио је тим од двеста Сонијевих програмера. Тим је дизајнирао специфичне компјутерске програме који нису постојали када је почела продукција филма и створили су девет стотина снимака визуелних ефеката.
Као додатак иновативним визуелним ефектима, Стокдајк је креирао минијатуру небодера у скали 1:16 заједно са Ијаном Хантером и Дејвидом Санџером из студија Њу Дил. Стокдајк је одлучио да дизајнира минијатуру, уместо компјутерско-генерисане слике, како би штета нанета згради била приказана реалистично и на време, без нагађања која укључују компјутерске симулације. Као додатак Сонију, компанија Cafe FX је обезбедила визуелне ефекте за сцену несреће крана у којој Спајдермен спасава Гвен Стејси, као и завршну борбу. Како би разумели ефекте песка на Сендмена, урађени су експерименти са дванаест типова песка попут прскања, лансирања на каскадера и пребацивања преко избочина. Резултати су били опонашани за на компјутеру, ради креирања визуелних ефеката Сендмена. За сцене које укључују визуелне ефекте, Томас Хејден Черч је био наметнут на екран, на који су онда применили компјутерски-генерисане снимке. Пошто је песак био могућа опасност за сцене у којима су глумци закопавани, уместо њега је коришћена млевена кукурузна каша. Због сличности са овом супстанцом, песак из Аризоне је коришћен као модел компјутерски-генерисаног песка. У борби током које Спајдермен удара Сендмена у груди, експерт борилачких вештина са ампутираном руком, Бакстер Хамби, нашао се на месту Тобија Магвајера током снимања сцене. Хамби, чија је десна рука ампутирана при рођењу, помогао је у остваривању потребног ефекта ударања кроз Сендменове груди.
Док је симбиотски костим који је у стриповима носио Спајдермен био потпуно црн са великим белим пауком напред и позади, тај дизајн у филму је промењен за црну верзију Спајдерменовог обичног костима, заједно са мотивима паукове мреже. Као последицу овога, Тофер Грејс је као Веном такође носио мотив мреже, за шта је продуцент Грант Кертис прокоментарисао: „То је Спајдерменов костим, али искривљен и обликован по сопственој вољи.” Додатно, тај мотив је дао осећај живота симбиоту, дајући му појаву у којој он стеже лика за тело. Када су анимирали симбиота, Рејми није желео да подсећа на паука или октопода, па су му дали осећај лика. Компјутерски-генерисани модел је направљен од мноштва различитих нити. Када су анимирали лично Венома, аниматори су посматрали слике великих мачака, као што су лавови и гепарди, због хитрих покрета овог лика.

### Музика
Оригинално, Дани Елфман, композитор претходних остварења, није планирао да се врати трећем Спајдермен филму, због тешкоћа у раду са Семом Рејмијем. Елфман је изјавио како је имао „несрећно искуство” у раду са Рејмијем на Спајдермену 2 и како није могао комфорно да прилагоди своју музику. Кристофер Јанг је након тога најављен као композитор овог филма, због одсуства Елфмана.
Према Јангу, Сендменова тема користи „два контрабасна саксофона, два контрабасна кларинета, два контрафагота и осам веома дубоких француских рогова,” како би звучали „дубоко, агресивно и тешко”. Јанг је описао Веномову тему као „Злобну, моја упутства за то су била да је он ђаволски оличен. Његова тема је много више демонски звучнија.” За Веномову тему је коришћено осам француских рогова. Рејми је одобрио нове композиције током њиховог првог извођења, али је одбио првобитну музику Сендменовог рођења, говорећи да је превише монструозна и недовољно трагична. Јанг је морао да рекомпонује велики део својих композиција касније, јер су продуценти осетили да нема много тема из претходних филмова. На крају, нове композиције за љубавну причу, стрину Меј и Мери Џејн су убачене.

## Премијера
Спајдермен 3 је премијерно приказан у Токију 16. априла 2007. године. У Уједињеном Краљевству је премијерно приказан 23. априла 2007. на Одеон Лестер Скверу, а у Сједињеним Државама је премијерно приказан на Трајбека филмском фестивалу 30. априла исте године.
Филм је комерцијално пуштен у биоскопе на шеснаест територија 1. маја 2007. године. Истог дана је реализован у Јапану, три дана пре изласка у Америци, како би се подударио са јапанском Златном недељом. Такође је реализован у Кини 3. маја 2007, како би спречио пораст броја нелиценцираних копија филма. Излазак филма у Кини је био први случај да је студио Сони реализовао филм у овој држави пре домаће реализације. До 6. маја 2007. године, филм је изашао у 107 држава широм света.
Филм је пуштен у америчке биоскопе 4. маја 2007. године и поставио рекорд, са изласком у 4.253 биоскопа широм Северне Америке, укључујући педесет и три ИМАКС биоскопа. Овај рекорд је, исте године, срушио филм Пирати са Кариба: На крају света, који је изашао у 4.362 биоскопа широм Сједињених Држава, односно 109 биоскопа више него Спајдермен 3. Према подацима пре изласка филма у Америци, 90% публике је било свесно овог филма, а код 20% публике, овај филм је био први избор и статистика је показивала да ће филм, током премијерног викенда, зарадити преко 100 милиона долара. Онлајн карте за филм су 23. априла 2007. године продате три пута брже на сајту Movietickets.com и четири пута брже на сајту Fandango, него што је био случај са филмом Спајдермен 2. 2. маја 2007. године, Fandango је изјавио да је продаја карата шест пута већа него за Спајдермена 2. Јака продаја карата је натерала биоскопе да додају приказивања филма у 3 ујутру, након поноћног приказивања 4. маја, како би се прилагодили потражњи.
Канал FX је потписао петогодишњи уговор за телевизијска права Спајдермена 3, а филм су почели да емитују 2009. године. Цена је базирана на основу укупне филмске зараде, са опцијом од три могућности да Сони прода права једној или више других радиодифузних мрежа.

### Маркетинг
У Њујорку, родном граду Спајдерменовог фикционалног универзума, туристичке атракције су приређивале догађаје и егзибиције 30. априла 2007. године, како би промовисали излазак филма. Ова уникатна кампања је укључивала изложбу паукова у Америчком музеју природне историје, сађење зелених љиљана (пауколике биљке) у њујоршкој ботаничкој башти, прављење маски Зеленог Гоблина у Дечијем музеју на Менхетну, лов на благо и изложбу инсеката у зоолошком врту у Сентрал парку.
Хасбро, који поседује лиценцу за Марвелове јунаке, креирао је серије играчака ради промоције филма. Оне су укључивале делукс испаљивач паукове мреже, заједно са неколико типова акционих фигура за децу у колекционаре. Играчке Зеленог Гоблина и Доктора Октопуса, из претходна два филма, су опет изашле у продају како би се уклапале са мањим типовима нових фигурица, као што су играчке Гуштера, Шкорпиона, Ловца Крејвена и Носорога, у стилу који подсећа на филмске. Techno Source је креирао интерактивне играчке, укључујући „ручни Бетл троникс уређај који се везује каише за унутрашњост зглоба играча и опонаша Спајдерменове покрете”. Јапанска корпорација Medicom Toy, произвела је колекционарске фигурице, које је Sideshow Collectibles дистрибуирао у САД.

### Кућни медији
Спајдермен 3 је реализован за ДВД издање Региона 4 у Аустралији 18. септембра 2007. године. За Регион 2 је реализован у Уједињеном Краљевству 15. октобра, док је ДВД издање за територије Региона 1, реализовано 30. октобра исте године. Филм је доступан на издању са једним диском и са два диска, на стандардном и на Блу-реј формату, као и у паковањима са претходна два филма, а доступан је и за Плејстејшн портабл уређаје. Сем Рејми, Тоби Магвајер, Кирстен Данст, Џејмс Франко, Томас Хејден Черч, Тофер Грејс, Брајс Далас Хауард, Лора Зискин, Ави Арад и Грант Кертис су међу онима који су дали допринос аудио коментарима.
Сони је најавио планове за креирање „једне од највећих” маркетиншких кампања у Холивуду, за излазак ДВД-а 30. октобра 2007. године. Почевши партнерство са Папа Џоновом пицеријом, Сони је одштампао око 8,5 милијарди кутија за пице, уз телевизијске, радио и онлајн рекламе. Сони је такође сарађивао са компанијама Принглс, Блу Так, Џели Тајм кокице и Нутела. Сонијева потпредседница маркетинга, Џенифер Андерсон, изјавила је да је студио потрошио 15% до 25% маркетиншког буџета на кампање дигиталног рекламирања. Папа Џонова пицерија је такође слала рекламне поруке на мобилне телефоне. Андерсонова је такође изјавила да ће се одржати три наградне игре за потрошаче, у којима ће они моћи да освоје награде, које је обезбедио Сони и његови пословни партнери.
У Сједињеним Државама, филм је зарадио додатних 125 милиона долара од продаје ДВД-ова. Такође је зарадио преко 43 милиона долара од изнајмљивања ДВД/кућних медија за 11 недеља. Међутим, продаја ДВД-ова није испунила индустријска очекивања. Продаја ДВД-ова је била ограничена због Сонијеве одлуке да избаци Блу-реј верзију филма са својом новом Плејстејшн 3 конзолом и Блу-реј плејером. Спајдермен 3 је укључен у Спајдерменову колекцију наслеђе, која укључује првих пет Спајдермен филмова у 4К УХД Блу-реј колекцији, која је изашла 17. октобра 2017. године.

#### Спајдермен 3: Уредничко издање (2017)
2017. године, Сони је објавио „уредничко издање” Спајдермена 3, чији се излазак поклопио са десетом годишњицом филма, која је укључена у Спајдермен: Почеци Блу-реј колекцији од 13. јуна те године. Филм укључује неискоришћену музику Кристофера Јанга и два минута је краћи него биоскопска верзија. Неке сцене су померене, док су неке потпуно исечене, а филм укључује 3 нове сцене, 3 алтернативне сцене и једну продужену сцену. Ово издање је касније укључено у Спајдерменову колекцију наслеђеу 4К Блу-реј форми.

## Пријем

### Зарада
Спајдермен 3 је зарадио 336,5 милиона долара у Северној Америци и 554,3 милиона долара у остатку света, што чини укупну зараду од 890,9 милиона долара. Трећи је најуспешнији филм из 2007. године, најуспешнији је филм из Рејмијеве Спајдермен трилогије и био је најуспешнији филм који су дистрибуирали Сони/Коламбија, док га 2012. није престигао Скајфол. Филм је остварио рекордну зараду за један дан приказивања (104 милиона долара), а већ следећег дана је оборио и тај рекорд (117,6 милиона долара). Такође је поставио рекорд за најуспешнији први викенд приказивања, са зарадом од 381,7 милиона долара широм света. Приказивање филма у ИМАКС биоскопима је донело додатну зараду од 20 милиона долара за 30 дана, што је било брже од било ког 2Д филма приказиваног у овом формату.
Процењује се да је филм продао око 48.914.300 карата у Северној Америци. Почео је са приказивањем у 4.252 биоскопа (око 10.300 приказивања) 4. маја 2007. године. Поставио је рекорд за најуспешнији први дан и дан уопште приказивања са зарађених 59,8 милиона долара (касније је оба рекорда оборио филм Мрачни витез). Ово је укључивало и зараду од 10 милиона долара, са поноћних приказивања. Спајдермен 3 је поставио и рекорд за најуспешнији први викенд приказивања, са зарадом од 151,1 милион долара (касније га је престигао Мрачни витез), рекорд за најуспешнији викенд по просечној биоскопској заради, са зарађених 35.540 долара по биоскопу (касније га је престигао филм Хана Монтана и Мајли Сајрус: Најбоље од оба света концерт) и најуспешнији први викенд приказивања у ИМАКС биоскопима (касније га је престигао Мрачни витез). Поставио је и рекорд за зараду у петак у недељу и постигао је највећу зараду током другог, трећег и четвртог дана приказивања (касније га је престигао Мрачни витез). Такође је поставио рекорд за зараду у суботу (касније га је престигао филм Осветници).
Изван Северне Америке, током првог дана приказивања, Спајдермен 3 је зарадио  29,2 милиона долара у 16 држава, што је повећање од 86% у односу на зараду током првог дана приказивања Спајдермена 2. У 10 од 16 држава, филм је поставио нове рекорде током првог дана. Ове државе укључују Јапан, Јужну Кореју, Хонг Конг, Тајланд, Малезију, Сингапур, Тајван, Филипине, Француску и Италију. У Немачкој, филм је надмашио зараду Спајдермена 2 током првог дана. Током шестодневног првог викенда приказивања, филм је зарадио 230,5 милиона долара на 107 тржишта и на сваком од њих се нашао на првом месту. Спајдермен 3 је поставио рекорде на 29 тржишта, укључујући Италију, Кину, Јужну Кореју (касније га је престигао филм Пирати са Кариба: На крају света), Индију, Сингапур, Филипине, Хонг Конг, Тајланд, Малезију, Тајван, Индонезију, Мексико, Бразил, Аргентину, Колумбију и Перу. Међутим, многи ови рекорди су постигнути захваљујући шестодневном премијерном викенду, док су претходни рекордери у неким државама почели да се приказују током традиционалног тродневног премијерног викенда (у неким државама је традиционални премијерни викенд од два, четири или пет дана). У Индији, зарадио је 16,4 милиона долара и тамо је био седми најуспешнији филм 2007. године. Спајдермен 3 се, изван Северне Америке, налазио на првом месту по заради током три узастопне недеље.

### Критике
На сајту Rotten Tomatoes, филм држи рејтинг од 63%, на основу 258 прегледа, са просечном оценом 6,23/10. Критика каже: „Иако постоји више ликове и заплета, а акционе сцене и даље засењују, Спајдермен 3 ипак није углађен као претходна два филма.” Метакритик, који користи метод просека, доделио је филму оцену 59 од 100, на основу 40 критика, које указују на „мешане или просечне оцене”. На анкети сајта CinemaScore, публика је дала филму оцену „B+” на скали „A+ to F”.
Манола Даргинс из Њујорк тајмса, негодовала је што се филмски темпо „углавном само гегао” и рекла је да му недостаје хумора. Ричард Ропер из Чикаго-Сан тајмса дао је филму само 2 од 4 звезде, изјављујући да „за сваку узбудљиву акциону сцену, има превише спорих сцена”. Дејвид Едлстејн из магазина Њујорк изјавио је да му недостаје „центрифугална претња” лика Алфреда Молине и додао је да „три зликовца овде не могу да парирају једном Доктору Октопусу” (мислећи на Молинину улогу у филму Спајдермен 2). Џејмс Берардинели је изјавио да је Сем Рејми претерао допуштајући толико зликоваца, тачније говорећи: „Веном је један лош момак превише”. Роџер Иберт, који је хвалио филм Спајдермен 2, дао је наставку 2 од 4 звезде и додао да Черч никад није изразио како се Сендмен осећа због својих нових моћи, нешто што је Молина у Спајдермену 2 урадио „са осветом”. Такође је изјавио да је филм „збрка”, са превише зликоваца, заплета, романтичних несугласица, разговора и „гомила људи на улици, који су гледали високо у ваздух и викали на све стране”. Ентони Лејн из Њујоркера, који је позитивно оценио филм Спајдермен 2, дао је овом филму негативну оцену, карактеришући да је филм „измишља правила како иде даље.”
Роџер Фридман из Фокс њуза, назвао је филм „опером од четири звезде”, говорећи да, иако је дуг, обилује са акцијом и хумором. Енди Хоури из Комик Бук Рисорсиза, хвалила је филм као „најкомплекснији и спретно оркестрирани еп суперхероја икад снимљен и да упркос великом броју ликова, акције и научнофантастичне суперхеројске радње која се дешава, Спајдермен 3 никада није тежак, монотон или досадан”. Џонатан Рос, који је велики обожавалац стрипова, изјавио је да је овај филм најбољи у трилогији. Ричард Корлис из часописа Тајм, похвалио је филмску екипу и њихову способност да „драматизују осећај беса и личне издаје, достојне филма Ингмара Бергмана, а затим их обући у дречаве боје стрипа”. Весли Морис из Бостон глоуба, дао је филму четири од пет звезда, написавши да је добро урађен, свеж филм, али да ће оставити гледаоца „препуњеним осећањима”. Џонатан Дин из Тотал филма, изјавио је да је комплексна радња помогла темпу филма и да се „ретко осећа несклад или лабавост, док Спајдермен цементира свој рок трајања”. Часопис Entertainment Weekly именовао је Сендмена, осмим најбољим компјутерски-генерисаним филмским ликом.
Џон Хартл из MSNBC-а, дао је филму позитивну оцену, али је изјавио да има одређених мана, као што је „превелик број заплета”. Његово мишљење је поделила и Ејми Бјанколи из Хјустон хроника, која се жалила да је „сценарио оптерећен са много споредних ликова и радња заобилази да се серија шармантне идиосинкразије понекад изгуби у буци”. Џек Метјус из Дејли њуза, изјавио је да филм превише посвећен „тихим разговорима” Питера и Мери Џејн, али да обожаваоци неће бити разочарани акцијом. На крају, Сем Бернс из Филаделфија виклија је изјавила да је режисер „заменио опсег и лествицу за топлину и духовитост због којих су те две претходне слике биле тако незаборавне”. Рејми је лично, касније назвао филм „грозним”, током једног интервјуа. Говорећи на Скрин Ранту 2018. године, Ави Арад је такође прихватио одговорност за форсирање Рејмија да укључи Венома у филм и изјавио је како је крајњи резултат разочарао многе обожаваоце. Додао је и: „Мислим да смо научили да Веном није помоћни лик. Искрено, ја преузимам кривицу због онога што је Сем Рејми говорио у свим тим интервјуима, осећајући кривицу што сам га присилио на то”.

### Награде
На 35. додели награда Ени и 65. додели награда БАФТА, филм је био номинован за најбоље визуелне ефекте. Филм није освојио ниједну од четири награде Друштва за визуелне ефекте за које је био номинован. Данстова и Магвајер су били номиновани за Националне филмске награде. Она је такође номинована за омиљену филмску глумицу на Кидс чоис наградама 2008. године. Филм се боље показао на Тин чоис наградама, на којима је био номинован у седам категорија, укључујући оне за најбољег негативца (за Грејса), најбољи плес (за Магвајера) и Liplock награду (за Данстову и Магвајера).
| Награда                      | Дан церемоније      | Категорија                                            | Примаоци и кандидати                                          | Резултат   |
| ---------------------------- | ------------------- | ----------------------------------------------------- | ------------------------------------------------------------- | ---------- |
| Награда Ени                  | 8. фебруар 2008.    | Најбољи анимирани ефекти                              | Рајан Лени                                                    | Номинација |
| БАФТА                        | 10. фебруар 2008.   | Најбољи специјални визуелни ефекти                    | Скот Стокдајк, Питер Нофз, Ки-Сук Кен Хан и Спенсер Кук       | Номинација |
| Kids' Choice Awards          | 29. март 2008.      | Омиљена филмска глумица                               | Кирстен Данст                                                 | Номинација |
| Golden Trailer Awards        | 31. мај 2007.       | Најбољи летњи блокбастер                              | Спајдермен 3                                                  | Освојено   |
| МТВ филмска награда          | 1. јун 2008.        | Најбоља туча                                          | Џејмс Франко и Тоби Магвајер                                  | Номинација |
| МТВ филмска награда          | 1. јун 2008.        | Најбољи негативац                                     | Тофер Грејс                                                   | Номинација |
| National Movie Awards        | 27. септембар 2007. | Најбољи породични филм                                | Спајдермен 3                                                  | Номинација |
| National Movie Awards        | 27. септембар 2007. | Најбоља глумица                                       | Кирстен Данст                                                 | Номинација |
| National Movie Awards        | 27. септембар 2007. | Најбољи глумац                                        | Тоби Магвајер                                                 | Номинација |
| People's Choice Awards       | 8. јануар 2008.     | Најбољи филмски пар                                   | Кирстен Данст и Тоби Магвајер                                 | Номинација |
| People's Choice Awards       | 8. јануар 2008.     | Најбољи трећи део                                     | Спајдермен 3                                                  | Номинација |
| Награда Сатурн               | 24. јун 2008.       | Најбољи режисер                                       | Сем Рејми                                                     | Номинација |
| Награда Сатурн               | 24. јун 2008.       | Најбољи фантастични филм                              | Спајдермен 3                                                  | Номинација |
| Награда Сатурн               | 24. јун 2008.       | Најбољи специјални ефекти                             | Скот Стокдајк, Питер Нофз, Спенсер Кук и Џон Фрезијер         | Номинација |
| Награда Сатурн               | 24. јун 2008.       | Најбољи споредни глумац                               | Џејмс Франко                                                  | Номинација |
| Teen Choice Awards           | 26. август 2007.    | Најбољи акциони глумац                                | Тоби Магвајер                                                 | Номинација |
| Teen Choice Awards           | 26. август 2007.    | Најбоља акциона глумица                               | Кирстен Данст                                                 | Номинација |
| Teen Choice Awards           | 26. август 2007.    | Најбољи акциони филм                                  | Спајдермен 3                                                  | Номинација |
| Teen Choice Awards           | 26. август 2007.    | Најбољи филмски плес                                  | Тоби Магвајер                                                 | Номинација |
| Teen Choice Awards           | 26. август 2007.    | Liplock награда                                       | Кирстен Данст и Тоби Магвајер                                 | Номинација |
| Teen Choice Awards           | 26. август 2007.    | Најбоља филмска борба                                 | Џејмс Франко, Тоби Магвајер, Тофер Грејс и Томас Хејден Черч  | Номинација |
| Teen Choice Awards           | 26. август 2007.    | Најбољи филмски негативац                             | Тофер Грејс                                                   | Номинација |
| Visual Effects Society Award | 10. фебруар 2008.   | Најбољи визуелни ефекти године                        | Скот Стокдајк, Тери Клотјо, Спенсер Кук и Даглас Блум         | Номинација |
| Visual Effects Society Award | 10. фебруар 2008.   | Најбољи анимирани лик у играном филму                 | Крис Ј. Јанг, Бернард Ангерер, Доминик Сесир и Ремингтон Скот | Номинација |
| Visual Effects Society Award | 10. фебруар 2008.   | Најбољи модели или минијатуре у играном филму         | Ијан Хантер, Скот Беверли, Форест П. Фишер и Реј Мур          | Номинација |
| Visual Effects Society Award | 10. фебруар 2008.   | Најбољи визуелни ефекти у филму са визуелним ефектима | Скот Стокдајк, Тери Клотјо, Питер Нофз и Спенсер Кук          | Номинација |

## Будућност

### Отказани наставци
2008. године, Спајдермен 4 је ушао у фазу развоја, било је најављено да ће га Рејми режирати и да ће Магвајер, Данстова и други бројни глумци репризирати своје улоге. Четврти и пети филм су били планирани, а у једно време је разматрано да се ова два наставка снимају истовремено. Међутим, Рејми је у марту 2009. године изјавио да је само четврти филм у фази развоја и да ако буде петог и шестог филма, они ће бити директни наставци један другог. Џејмс Вандербилт је унајмљен у октобру 2008. године да напише сценарио, након првобитних најава да је Сони у контакту са Дејвидом Кепом, који је написао сценарио за први Спајдермен филм. Сценарио је накнадно прерадио добитник Пулицерове награде, Дејвид Линдзи Абер у новембру 2008, а Гери Рос је поново прерадио сценарио у новембру 2009. године. Сони је такође ангажовао Вандербилта да напише сценарије за филмове Спајдермен 5 и Спајдермен 6.
2007. године, Рејми је изразио интерес да представи трансформацију доктора Курта Конорса у његов алтер-его, Гуштера, зликовца који је био најављиван још од филма Спајдермен 2. Глумац тог лика, Дилан Бејкер и продуцент Грант Кертис, су такође били заинтересовани овом идејом. До децембра 2009. године, Џон Малкович је био у преговорима за улогу Лешинара, а Ен Хатавеј за улогу Фелише Харди, која се овде не би трансформисала у Црну мачку као у стриповима, већ би била нова супер-јунакиња, Лешинарка. Према онлајн изворима, у раним нацртима за филм, Лешинар би купио Дејли бигл, због чега би Спајдермен хтео да га убије. Фелиша Харди, Лешинарева ћерка у овој верзији сценарија, би имала аферу са Питером Паркером, како би прекинула његову веридбу са Мери Џејн. Ове гласине ипак никад нису потврђене. Рејми је годинама касније, током једног интервјуа 2013. године, изјавио да би Хатавејова глумила Црну мачку да је Спајдермен 4 снимљен.
Сони пикчерс је у јануару 2010. године најавио да су планови за Спајдермена 4 отказани, што је узроковано Рејмијевим повлачењем са тог пројекта. Рејми је наводно напустио овај пројекат, због своје сумње да неће моћи да испоштује датум најављеног изласка филма, 6. маја 2011. године. Рејми је такође прошао кроз четири различите врсте сценарија, са различитим сценаристима и „мрзео” је сваки од њих.
У марту 2017. године, архивни снимак гомиле људи који гледају како Спајдермен спасава Гвен Стејси из Спајдермена 3, је искоришћен у трејлеру за филм Траг живота из 2017. године.

### Рибут
Рибут серијала, назван Чудесни Спајдермен је реализован 4. јула 2012. године, у коме Ендру Гарфилд тумачи улогу Питера Паркера. Наставак, Чудесни Спајдермен 2, реализован је 4. маја 2014. године.

### Марвелов филмски универзум
Након критичког и комерцијалног неуспеха филма Чудесни Спајдермен 2, Сони и Марвел Студиос су у фебруару 2015. године објавили да ће се у Марвеловом филмском универзуму појавити нова итерација Спајдермена, са ликом који ће се појавити у филму Капетан Америка: Грађански рат. Као део споразума, Сони Пикчерс је наставио да финансира, дистрибуира, поседује и има коначну креативну контролу над филмовима о Спајдермену. Сони је 7. јула 2017. објавио самостални филм под називом Спајдермен: Повратак кући, који су продуцирали Кевин Фајги и Ејми Паскал, у коме се Том Холанд нашао у улози Спајдермена. Холанд је поновио своју улогу у филмовима Осветници: Рат бескраја, Осветници: Крај игре, Спајдермен: Далеко од куће и Спајдермен: Пут без повратка.
Филм Спајдермен: Пут без повратка (2021) наставља причу за Холандову итерацију Спајдермена, поред коришћења мултиверзума за повезивање Марвеловог филмског универзума са претходним филмовима о Спајдермену компаније Сони Пикчерс, односно филмске франшизе Сема Рејмија и Марка Веба. Магвајер, Дафо и Черч су поновили своје улоге као Питер Паркер / Спајдермен, Норман Озборн / Зелени Гоблин и Флинт Марко / Сендмен из филма Спајдермен 3, појављујући се у споредним улогама заједно са другим глумцима из претходних филмова заснованих на ликовима изван глумачке екипе МФУ-а, укључујући верзију Ота Октавијуса / Доктора Октопуса из филма Спајдермен 2, коју је поновио Алфред Молина. Придружују им се Ендру Гарфилд, Џејми Фокс и Рис Иванс, који понављају своје улоге као Питер Паркер / Спајдермен, Макс Дилон / Електро и Курт Конорс / Гуштер из Вебовог серијала Чудесни Спајдермен.

### Сонијев Спајдермен универзум
У јулу 2007. године, Сонијев извршни продуцент, Ави Арад, открио је да је спин-оф Рејмијеве Спајдермен трилогије, који се фокусира на лик Венома, у фази планирања, са Џејкобом Ароном Естесом који је био задужен за скрипта. У септембру 2008. године, Рет Рис и Пол Верник су унајмљени као сценаристи по Естесовим скриптама. Најављено је да ће Веном бити анти-херој у филму и да ће Marvel Entertainment продуцирати филм. Потенцијални филм је убрзо отказан. Овај пројекат је оживео Сони пикчерс 2016. и коначно га је реализовао 2018. године са филмом Веном, режисера Рубена Флејшера, док се у главној улози нашао Том Харди, који је заменио Тофера Грејса као насловни анти-херој. Наставак, Веном 2, изашао је 1. октобра 2021. године, у коме је Харди репризирао своју улогу, а Енди Серкис је заменио Флејшера као режисер. Филм Морбиус је изашао 1. априла 2022. године, у коме Џаред Лето тумачи насловну улогу, а који је режирао Данијел Еспиноса. Ловац Крејвен је тренутно у развоју и биће издат 30. августа 2024. године, где Арон Тејлор Џонсон тумачи насловну улогу, а који је режирао Џеј Си Шандор.
Додатно, студио је такође издао први анимирани филм у серијалу, Спајдермен: Нови свет, који је реализован у децембру 2018. године, са наставком, Спајдермен: Путовање кроз Спајдер-свет, који је изашао 2023. године.